# Helle Heideschnecke
Die Helle Heideschnecke (Backeljaia gigaxii, Syn.: Candidula gigaxii) ist eine Schneckenart der Familie der Geomitridae aus der Ordnung der Landlungenschnecken (Stylommatophora).

## Merkmale
Das gedrückt-kegelförmige bis fast flache Gehäuse hat eine Höhe von 4 bis 8 Millimetern und eine Breite von 6 bis 15 Millimetern (5,4 bis 8,1 × 7,4 bis 12,2 mm: Welter Schultes). Es sind 5 bis 5½ schwach gewölbte Umgänge vorhanden, die durch eine seichte Naht voneinander getrennt sind. Die Umgänge sind an der Peripherie kaum geschultert. Der innen enge Nabel wird durch die letzte Windung noch relativ weit und liegt exzentrisch. Die Mündung ist rundlich und besitzt innen eine schwache Lippe.
Das weißliche bis leicht bräunliche oder sandfarbene Gehäusefarbe ist opak. Die Oberfläche ist fein und ziemlich regelmäßig gestreift. Außerdem tritt eine sehr schwache Mikroskulptur aus spiraligen Striae auf; Ansatzstellen für Haare fehlen. Als Zeichnung sind meist einige schmale, unterbrochene, hellbraune Spiralbänder vorhanden.

## Ähnliche Arten
Die Quendelschnecke (Candidula unifasciata) hat ein etwas kleineres Gehäuse, gut gewölbte, leicht geschulterte Umgänge, und eine tiefe Naht. Es ist außerdem meist stärker gedrückt bzw. weniger kegelförmig. Das Gehäuse der Gefleckten Heideschnecke (Candidula intersecta) hat gröbere und etwas unregelmäßigere Rippen und ist an der Peripherie deutlicher gekielt.

## Geographische Verbreitung und Lebensraum
Das Verbreitungsgebiet der Art erstreckt sich über das westliche und südliche Frankreich, Nordwestitalien (Ligurien), Belgien und die westlichen Niederlande. Isolierte Standorte gibt es in Deutschland (Niedersachsen, Nordrhein-Westfalen, Sachsen-Anhalt, Schleswig-Holstein und Thüringen) und Südspanien. Vermutlich wurde sie nach England und Irland bereits in römischer Zeit eingeschleppt. In Irland ist die dortige Population wieder erloschen, auch aus großen Teilen von Wales und Südengland ist sie wieder verschwunden. In Deutschland breitet sich die Helle Heideschnecke von den wenigen klassischen Fundorten, allerdings sehr langsam, weiter aus. Nach Markus Pfenninger et al. (2007) hat sich die Helle Heideschnecke von Südfrankreich aus vermutlich in Römischer Zeit auf das heutige Verbreitungsgebiet ausgedehnt.
Die Helle Heideschnecke lebt auf warmen, trockenen, offenen Standorten, meist auf kalkhaltigem Untergrund. Sie kommt aber gewöhnlich nicht auf Sanddünen vor. Sie lebt dort nahe dem Boden, klettert aber auch in die Vegetation. Die Art tritt oft sogar als Pionierbesiedler vom Menschen gestörten Flächen oder Ruderalflächen auf.

## Gefährdung
Die Art wird von der International Union for Conservation of Nature and Natural Resources als nicht gefährdet eingestuft. Dagegen gilt sie in Deutschland als gefährdet. In Niedersachsen wird sie sogar als vom Aussterben bedroht bewertet (Welter Schultes).

## Taxonomie
Das Taxon wurde 1847 von Ludwig Georg Karl Pfeiffer als Helix caperata var. gigaxii erstmals wissenschaftlich beschrieben. Sie wurde lange Zeit in die Gattung Candidula Kobelt, 1871 gestellt. 2018 stellten Chueca, Gómez-Moliner, Madeira & Pfenninger die neue Gattung Backeljaia auf. Helix caperata var. gigaxii Pfeiffer, 1847 ist die Typusart der Gattung Backeljaia. Die Fauna Europaea verzeichnet folgende Synonyme: Helix andalusica Kobelt 1882, Helix danieli Bourguignat 1860, Helix heripensis J. Mabille 1877, Helix hispalina Servain 1880, Helix phlomiphila Mabille 1881, Helix ramburi Mabille 1867, Helix valcourtiana Bourguignat 1880, Helix xenilica Servain 1880, Helix acentromphala Bourguignat 1880 und Helix limatula Locard 1899.